# Boulghour

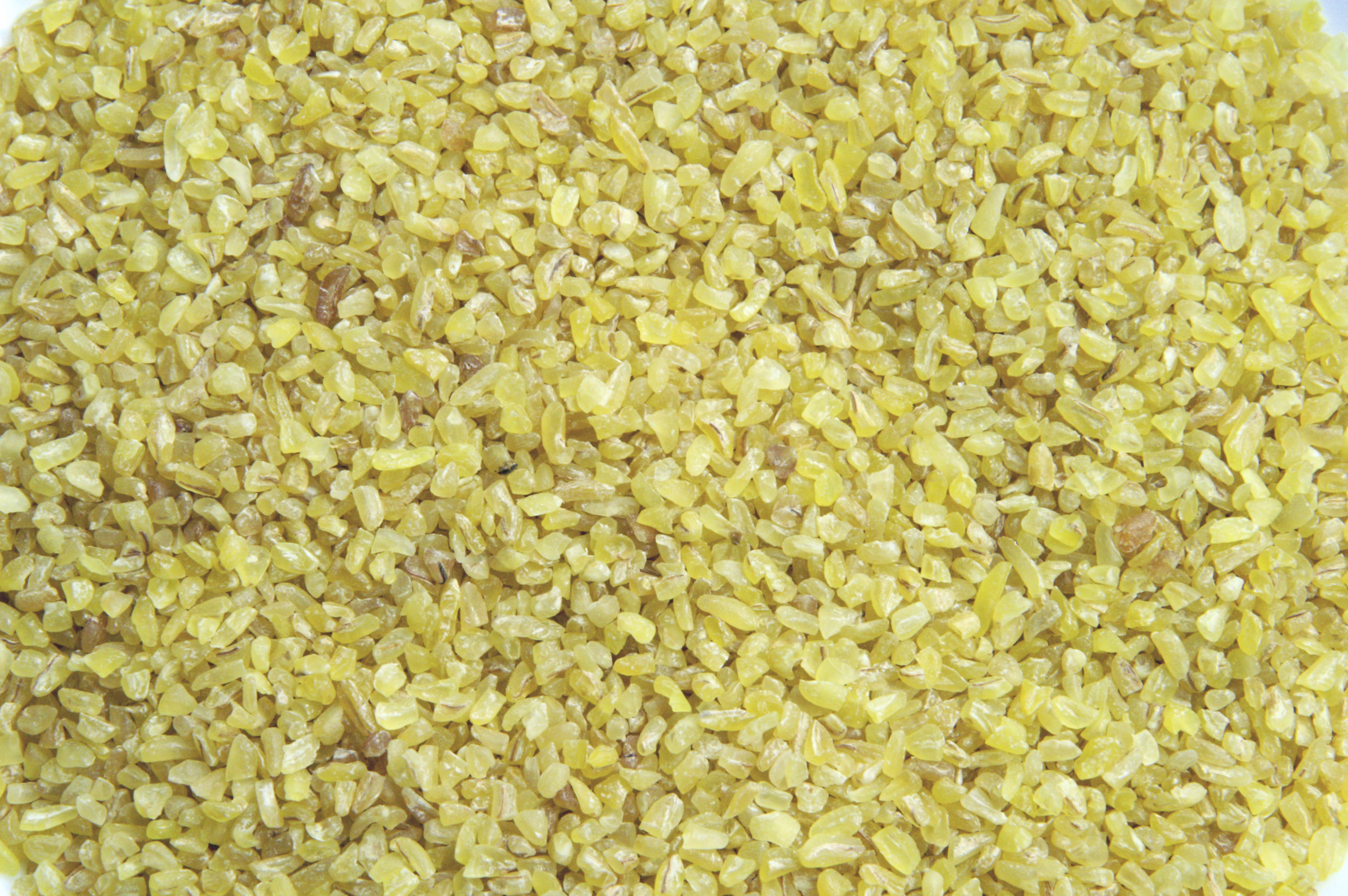
Boulghour.

Le boulghour, appelé aussi boulgour, borghol, bourghol ou burghul, est un produit élaboré à partir du blé dur débarrassé du son qui l'enveloppe, précuit à la vapeur, séché et enfin concassé.

## Étymologie
Si l'origine du produit est typiquement moyen-orientale, l'étymologie du nom, elle, n'est pas connue avec certitude. Le produit est ancien, attesté depuis le XIVe siècle et s'est répandu avec l'expansion de l'Empire ottoman. Il est donc nommé bulgur en turc, برغل en arabe, بلغور en persan, булгур en bulgare, bulgúrŭ ou blăgúrŭ en aroumain, Բլղուր en arménien… Des auteurs ont proposé une origine perse, turque, kurde, voire mongole (bulgharqai signifiant brisé, tombé) du mot boulghour.

## Origine
Le boulghour est très utilisé dans la cuisine des pays du Moyen-Orient, notamment dans la cuisine syrienne et libanaise (taboulé, kebbeh, mjadra au bourghol…), mais aussi en Irak, presque comme plat principal, en Arménie, en Grèce, en Bulgarie et en Turquie. Il existe également au Maroc, en Tunisie et en Algérie un plat appelé borghol, qui se présente sous forme de soupe rouge à la tomate, dans lequel le boulghour est mélangé avec des pois chiches, de l'harissa et de l'ail, des fèves, le tout étant assaisonné de cumin et d'huile d'olive.
Le boulghour est un des ingrédients principaux du kishk, un mélange de boulghour et de yoghourt fermenté pendant une semaine, puis séché au soleil.

## Fabrication

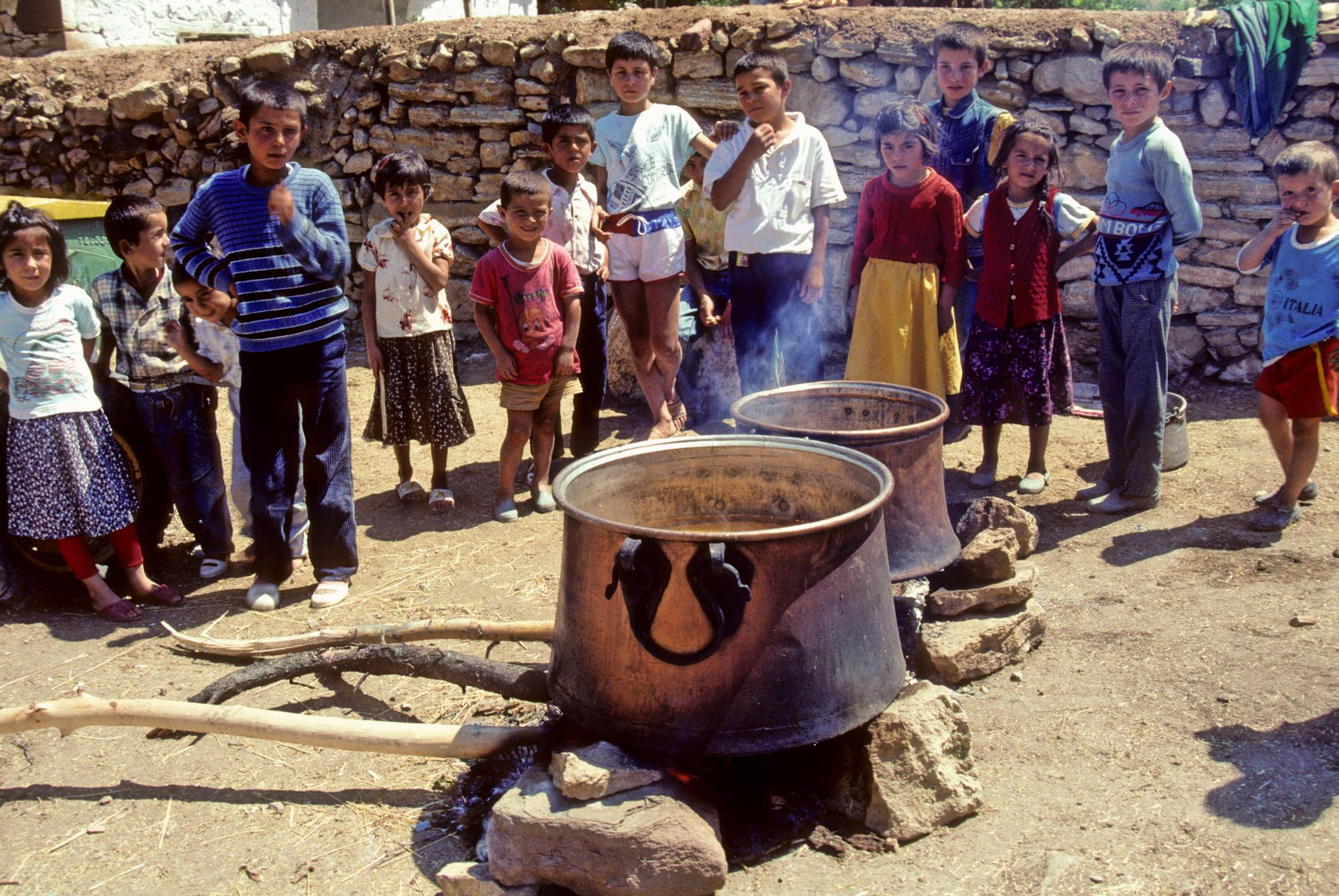
Fabrication du boulghour dans un village du centre de la Turquie.

De l'eau est mélangée à du blé dur (celui-ci peut être de différents types, notamment de couleur rouge ou blonde) disposé dans un vaste récipient, généralement un baril ouvert d'un seul côté. Le tout est placé au feu jusqu'à ce que les grains soient cuits. Ceux-ci sont ensuite séchés par l'action du soleil, souvent sur un toit de maison. Après une semaine ou deux, les grains du blé sont ramassés puis concassés.
Pour éviter le rancissement, le boulghour devrait être conservé au frais et une fois réhydraté, il ne se garde pas plus qu'un produit frais.

## Utilisation
D'une granulométrie fine ou grossière, brun ou blanc, le boulghour est cuisiné par cuisson et/ou réhydratation. Il se cuit comme le riz, dans deux fois son volume d’eau jusqu’à absorption et évaporation complètes.
Il est généralement possible de remplacer le riz par le boulghour dans les plats à base de riz.

## Aspects nutritionnels
Le boulghour a les mêmes valeurs alimentaires que la semoule (autre sous-produit du blé dur). Son intérêt principal réside dans sa richesse en glucide à index glycémique bas et sa teneur en éléments minéraux.
Valeurs moyennes pour 100 g de boulghour cuit.
| Fibres | Lipides | Protéines | Ac. folique | Niacine | Fer  | Potassium | Phosphore | Magnésium | Zinc   |
| ------ | ------- | --------- | ----------- | ------- | ---- | --------- | --------- | --------- | ------ |
| 2,8 g  | 0,8 g   | 3,1 g     | 18 µg       | 1 mg    | 1 mg | 68 mg     | 40 mg     | 32 mg     | 0,6 mg |

Ses fibres insolubles régulent la glycémie et le taux de cholestérol et facilitent le transit intestinal. La bétaïne a un effet anti-inflammatoire. Son indice glycémique est moyen : 55. L'énergie donnée pour 100 grammes est d'environ 1 400 kJ (kilojoules).